# 내고향 버드레
《내고향 버드레 》는 MBC에서 1978년 10월 9일 방영한 특집 드라마이다.
- 홀로 서는 나무 1979년 9월 8일 1년만에 분리 받는 넘기고 방영하였다.